# Татлыбаево
Татлыбаево (баш. Татлыбай) — село в Баймакском районе Республики Башкортостан Российской Федерации. Центр Татлыбаевского сельсовета.

## География

### Географическое положение
Расстояние до:
- районного центра (Баймак): 32 км,
- ближайшей железнодорожной станции (Сибай): 24 км.

## История
Основано в первой половине XIX века башкирами деревень Янзигитово и Тавлыкаево (ныне деревня Нижнетавлыкаево) Бурзянской волости Верхнеуральского уезда на месте хутора Татлыбаево, известного с 1795 года.
Названо по имени первопоселенца, известны его сыновья Гали и Нуриман Татлыбаевы. В 1866 году в Татлыбаеве (Мунаше) в 27 дворах проживало 140 человек. Занимались скотоводством, земледелием.
Статус села деревня приобрела согласно Закону Республики Башкортостан от 20 июля 2005 года № 211-з «О внесении изменений в административно-территориальное устройство Республики Башкортостан в связи с образованием, объединением, упразднением и изменением статуса населенных пунктов, переносом административных центров», ст.1:

5. Изменить статус следующих населенных пунктов, установив тип поселения — село:

4) в Баймакском районе:

и) деревни Татлыбаево Татлыбаевского сельсовета;

## Население
| 1866 | 2002 | 2009 | 2010 |
| ---- | ---- | ---- | ---- |
| 140  | ↗340 | ↗396 | ↘331 |

Национальный состав
Согласно переписи 2002 года, преобладающая национальность — башкиры (100 %).

## Инфраструктура
СПК «Урожай», средняя школа, детский сад, фельдшерско-акушерский пункт, клуб, библиотека.

## Религия
В селе есть мечеть.